# Estadio Stanley
El Estadio Stanley (en inglés: Stanley Stadium) es un estadio de usos múltiples y el principal recinto de fútbol de las Islas Malvinas. Está localizado en el Puerto Argentino/Stanley, capital del territorio británico de ultramar de Islas Malvinas (reclamado por Argentina). Se ubica en el oeste de la capital, entre la Government House y el Hospital Memorial rey Eduardo VII.
Cuenta con una capacidad para cerca de 5.000 personas y posee césped o pasto artificial. En la actualidad se utiliza sobre todo para los partidos de fútbol, siendo la sede de la Selección de fútbol de las Islas Malvinas y para todos los encuentros de los equipos participantes de la Falkland Islands Football League. A su vez, también puede utilizarse para la práctica de otros deportes como el criquet.